# Calle de Eulogio Martín Higuera
La calle de Eulogio Martín Higuera es una vía pública de la ciudad española de Segovia.

## Descripción
La vía discurre desde la plaza del Seminario hasta la calle de San Agustín. Se conoció como «calle de San Román» por una iglesia que allí hubo hasta 1869, pero desde 1910 honra con el título a Eulogio Martín Higuera, médico natural de la ciudad que falleció en su domicilio, sito en la propia calle. Aparece descrita en Las calles de Segovia (1918) de Mariano Sáez y Romero con las siguientes palabras:

Eulogio Martín Higuera.—Va desde la plazuela del Seminario a la calle de San Agustín. Es la antigua calle de San Román y está consagrada al médico segoviano que la da nombre. Después del ensanche en el siglo pasado, se la llamaba de San Román. Nació Martín Higuera en Segovia, siguió la carrera de Ciencias y Medicina, ejerciendo la profesión en esta Capital, y siendo profesor supernumerario del Instituto. Sobresalió en el periodismo y la política. Fué alcalde de la Ciudad en varias ocasiones, tuvo beneficiosas iniciativas y fué inteligente, afable y querido de sus amistades. Escribió en El Reformista de Segovia y luego en La Legalidad, que hubo de dirigir, y fueron sus campañas brillantes. Murió cuando hubiera aún podido destacarse más su figura en la vida social, en enero de 1910, siendo su muerte muy sentida por todas las clases de la población, y acordándose entonces dar su nombre a esta calle en que está la casa en que dejó de existir, si bien el rótulo es por demás largo y bastaba con sólo el apellido para recordarle debidamente. En esta calle estaba hasta 1869, lo que fué iglesia de San Román, y aún se percibe en la casa de Higuera, la parte superior del arco de entrada. Era una de las antiguas iglesias románicas y llamaban la atención en un pequeño ábside, los capiteles de las ventanas, así como las bellas labores en el doble arco de entrada lateral. En San Román fué donde el licenciado Sebastián de Peralta, caudillo del bando segoviano de D. Juan Manuel, se hizo fuerte con un puñado de hombres de las furiosas acometidas de los partidarios de los marqueses de Moya. Existe en la calle una antigua casa con portada de piedra, conocida por la Diputación vieja, por haber allí estado instalada la Corporación provincial.
(Sáez y Romero, 1918, pp. 72-73)